# خائنان به حقیقت
خائنان به حقیقت (انگلیسی: Betrayers of the Truth) کتابی است از ویلیام براد و نیکلاس وید، که در سال ۱۹۸۲ توسط سایمون و شوستر در نیویورک و متعاقباً (۱۹۸۳) نیز توسط انتشارات قرن در لندن منتشر شد، و با عنوان فرعی ساده شده به عنوان خائنان به حقیقت: تقلب. و فریب در علم توسط انتشارات دانشگاه آکسفورد در سال ۱۹۸۵. این کتاب نقدی است بر برخی باورهای رایج در مورد ماهیت علم و روش علمی.